# Гоно Пелтека
 Тази статия е за гъркоманския андартски капитан.  За българския революционер, деец на ВМОК, наричан Георги Пелтека, вижте Георги Янакиев (революционер).  
Георги (Гоно, Гану) Дичев Пелтека (на гръцки: Γεώργιος (Γκόνος) Πελτέκης, Георгиос (Гонос) Пелтекис) е гръцки революционер, деец на гръцката въоръжена пропаганда в Македония.

## Биография
Гоно Пелтека е роден в мъгленското влашко село Ошин, тогава в Османската империя, днес Архангелос, Гърция. Включва се в гръцката въоръжена съпротива срещу ВМОРО и влиза в четата на капитан Михаил Мораитис (капитан Кодрос), която действа в района на Паяк. По-късно оглавява собствена чета, с която действа в родния си Мъглен. В 1906 година обединените чети на Пелтека и Николаос Несиос се сражават с османски части в Паяк между Ливада и Люмница и Пелтека е пленен и затворен в Еди куле. Амнистиран след Младотурската революция в 1908 година, Пелтека отново оглавява прогръцка чета в района.